# Граф Гренвиль

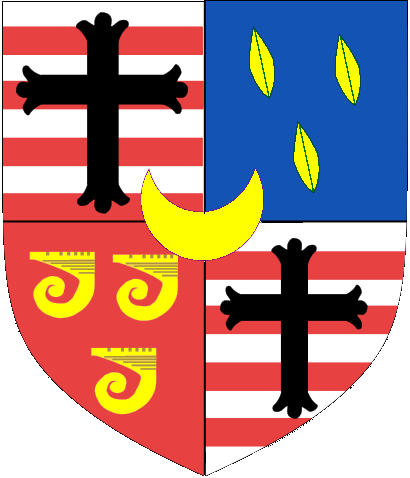
Герб Левесон-Гоуэров, графов Гренвиль

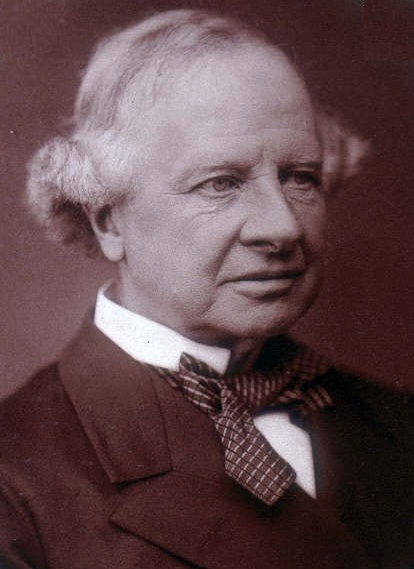
Гренвиль Левесон-Гоуэр, 2-й граф Гренвиль

Граф Гренвиль — наследственный титул, созданный дважды: в 1715 году (пэр Великобритании) и в 1833 году (пэр Соединенного Королевства).

## Первая креация
В 1715 году Грейс Картерет, леди Картерет (1654—1744), получила титулы графини Гренвиль и виконтессы Картерет. Она была дочерью Джон Гренвиля, 1-го графа Бата (1628—1701), и вдовой Джорджа Картерета, 1-го барона Картерета (1667—1695). Семья Картерет происходила от известного роялиста Джорджа Картерета (1610—1680), который в 1645 году стал 1-м баронетом из Melesches (остров Джерси). Он должен был быть возведен в звание пэра, но скончался прежде, чем был удостоен этого титула. Филипп Картерет (1641—1672), старший сын 1-го баронета, скончался при жизни отца. В 1680 году после смерти Джорджа Картерета, 1-го баронета, ему наследовал внук Джордж Картерет, 3-й баронет (1667—1695), который в 1681 года стал 1-м бароном Картеретом из Hawnes (графство Бедфордшир). Он женился на Леди Грейс Гренвиль, дочери Джона Гренвиля, 1-го графа Бата, и графине Гренвиль с 1715 года.
Лорду Картерету и Леди Гренвиль наследовал их сын Джон Картерет, 2-й граф Гренвиль (1690—1763), ставший 2-м бароном Картеретом в 1695 году и 2-м графом Гренвилем в 1744 году. Он был видным государственным деятелем, известен в основном под именем «Лорд Картерет». Ему наследовал второй сын Роберт Картерет, 3-й граф Гренвиль (1721—1776). В 1776 году после смерти бездетного 3-го графа Гренвиля имения Картеретов унаследовал его двоюродный дядя Генри Фредерик Тинн (1735—1826), второй сын Томаса Тинна, 2-го виконта Уэймута (1710—1751), и леди Луизы Картерет (ок. 1712—1736), дочери 2-го графа Гренвиля. Он принял фамилию «Картерет» и стал 1-м бароном Картеретом (с 1784 года).

## Вторая креация
В 1833 году титул графа Гренвиля (пэр Соединенного Королевства) был вторично создан для Гренвиля Левесона-Гоуэра, 1-го виконта Гренвиля (1773—1846), который стал графом Гренвилем и бароном Левесоном из Стоун-парка в Стаффордшире. В 1815 году он получил титул виконта Гренвиля из Стоун-парка (графство Стаффордшир). Гренвиль Левесон-Гоуэр был сыном Гренвиля Левесона-Гренвиля, 1-го маркиза Стаффорда, и Сюзанны Стюарт (ум. 1805), дочери Александра Стюарта, графа Галлоуэй. Гренвиль Левесон-Гоуэр был младшим сводным братом Гренвиля Джорджа Левесона-Гоуэра, 1-го герцога Сазерленда, и дядей Фрэнсиса Эгертона, 1-го графа Элсмира. Он был родственником Грейс Картерет, 1-й графини Гренвиль.
В 1846 году лорду Гренвилю наследовал его старший сын Гренвиль Левесон-Гоуэр, 2-й граф Гренвиль (1815—1891). Он был видным либеральным политиком и трижды занимал должность министра иностранных дел (1851—1852, 1870—1874, 1880—1885). Его старший сын Гренвиль Левесон-Гоуэр, 3-й граф Гренвиль (1872—1939) также был дипломатом, в частности, служил послом в Бельгии (1928—1933). Ему наследовал младший брат, Уильям Левесон-Гоуэр, 4-й граф Гренвиль (1880—1953). Он был вице-адмиралом королевского флота, а также служил в качестве губернатора Северной Ирландии (1945—1952). Лорд Гренвиль женился на Леди Констанс Розе Боуз-Лайон (1890—1967), дочери Клода Боуз-Лайон, 14-го графа Стратмора и Кингхорна, старшей сестре леди Элизабет Боуз-Лайон, жены короля Великобритании Георга VI.
По состоянию на 2024 год, графский титул принадлежит Гренвилю Джорджу Левесон-Гоуэру, 6-му графу Гренвилю (род. 1959), который наследовал своему отцу в 1996 году. 6-й граф является крестным сыном королевы Великобритании Елизаветы II.
Достопочтенный Фредерик Левесон-Гоуэр (1819—1907), младший сын первого графа Гренвиля, был членом Палаты общин от Дерби, Сток-апон-Трента и Бодмина. Его сын Джордж Левесон-Гоуэр (1858—1951) был также членом парламента от Север-восточного Стаффордшира и Сток-апон-Трента.
Семья фамилия Левесон-Говер произносится как «Looson-Gore».

## Баронеты Картерет (1645)
- 1645—1680: Сэр Джордж Картерет, 1-й Баронет (ок. 1610 — 18 января 1680), сын Элиаса Картерета;
  - Сэр Филипп Картерет (1641 — 28 мая 1672), старший сын 1-го баронета;
- 1680—1695: Сэр Джордж Картерет, 2-й Баронет (июль 1669 — 22 сентября 1695), сын Филиппа Картерета, барон Картерет с 1681 года.

## Бароны Картерет (1681)
- 1681—1695: Джордж Картерет, 1-й барон Картерет (июль 1669 — 22 сентября 1695), сын Филиппа Картерета и внук 1-го баронета;
- 1695—1763: Джон Картерет, 2-й барон Картерет (22 апреля 1690 — 2 января 1763), сын предыдущего, 2-й граф Гренвиль с 1744 года.

## Графы Гренвиль, первая креация (1715)
- 1715—1744: Грейс Картерет, 1-й графиня Гренвиль (3 сентября 1654 — 18 октября 1744), дочери Джона Гренвиля, 1-го графа Бата (1628—1701), муж — Джордж Картерет, 1-й барон Картерет (1667—1695);
- 1744—1763: Джон Картерет, 2-й граф Гренвиль (22 апреля 1690 — 2 января 1763), единственный сын Джорджа и Грейс Картеретов;
- 1763—1776: Роберт Картерет, 3-й граф Гренвиль (21 сентября 1721 — 13 февраля 1776), второй сын и преемник предыдущего.

## Графы Гренвиль, вторая креация (1833)
- 1833—1846: Гренвиль Левесон-Гоуэр, 1-й граф Гренвиль (12 октября 1773 — 8 января 1846), единственный сын Гренвиля Левесон-Гоуэра, 1-го маркиза Стаффорда, от второго брака с леди Сюзанной Стюарт;
- 1846—1891: Гренвиль Джордж Левесон-Гоуэр, 2-й граф Гренвиль (11 мая 1815 — 31 марта 1891), старший сын 1-го графа Гренвиля от второго брака с леди Гарриет Элизабет Кавендиш;
- 1891—1939: Гренвиль Джордж Левесон-Гоуэр, 3-й граф Гренвиль (4 марта 1872 — 21 июля 1939), старший сын предыдущего;
- 1939—1953: Уильям Спенсер Левесон-Гоуэр, 4-й граф Гренвиль (11 июля 1880 — 25 июня 1953), младший сын 2-го графа Гренвиля;
- 1953—1996: Джеймс Левесон-Гоуэр, 5-й граф Гренвиль (6 декабря 1918 — 31 октября 1996), единственный сын 4-го графа Гренвиля;
- 1996 — настоящее время: Гренвиль Джордж Фергус Левесон-Гоуэр, 6-й граф Гренвиль (род. 10 сентября 1959), старший сын 5-го графа Гренвиля;
  - Наследник: Гренвиль Джордж Джеймс Левесон-Гоуэр, лорд Левесон (род. 22 июля 1999), единственный сын предыдущего.